# Swamp Shark
Swamp Shark è un film TV statunitense del 2011 diretto da Griff Furst ed interpretato da Kristy Swanson, D. B. Sweeney, Robert Davi, Jason Rogel, Sophia Sinise, Richard Tanne e Jeff Chase.

## Trama
Nel bacino paludoso di Atchafalaya, in Louisiana, un grosso squalo, fuggito da una cisterna durante un trasporto su camion, semina morte e terrore mentre i numerosi villeggianti si preparano all'annuale festa dell'alligatore. Una coraggiosa ristoratrice ed un misterioso straniero decidono di affrontare in prima persona il terribile pericolo.